# Het Vlaemsche Erfgoed
Het Vlaemsche Erfgoed is een museum in de tot de Nederlandse gemeente Sluis behorende plaats Groede, gelegen aan Slijkstraat 10.
Het betreft een heemmuseum met aandacht voor oude ambachten en beroepen, werkplaatsjes met de inventaris van vroegere ambachtslieden (smidse, timmermanswerkplaats, kapper, enz.). Ook vinden er activiteiten plaats die betrekking hebben op het onderwerp van het museum.